# Barun-Chasurta
Barun-Chasurta (ros. Барун-Хасурта) – wieś (ułus) w Rosji, w Buriacji, w rejonie chorińskim. W 2010 liczyła 237 mieszkańców.